# Alexis Chantraine
Joseph Dieudonné Alexis Chantraine (ur. 16 marca 1901 w Bressoux, zm. 24 kwietnia 1987)
– belgijski piłkarz i trener piłkarski. Uczestnik mistrzostw świata 1930.
Alexis Chantraine reprezentował barwy tylko jednego klubu, RFC Liège, w barwach którego w latach 1923–1938 rozegrał 382 mecze. Jego karierę przerwało nadejście II wojny światowej. Po niej, w sezonie 1946/1947 powrócił do RFC, tym razem jako trener.
Piłkarzem był też jego syn, urodzony w 1930 roku Alexis Martin Chantraine, który również reprezentował barwy RFC, a ponadto występował we Francji.